# Liste der Stolpersteine in Frankfurt-Rödelheim
Die Liste der Stolpersteine in Frankfurt am Main führt die vom Künstler Gunter Demnig verlegten Stolpersteine in Frankfurt am Main auf. Die Initiative Stolpersteine in Frankfurt am Main e. V. hat seit November 2003 die Verlegung von ca. 2000 Stolpersteinen, mindestens fünf Kopfsteinen und mindestens vier Stolperschwellen veranlasst. Die Initiative wird von der Stadt Frankfurt sowie von zahlreichen Institutionen, darunter das Jüdische Museum und das Institut für Stadtgeschichte unterstützt.
Die Steine erinnern an Menschen, die während der Zeit des Nationalsozialismus verfolgt, verhaftet, gequält, entrechtet, zur Flucht oder zum Suizid getrieben oder ermordet wurden. An ihrem letzten frei gewählten Wohnort in Frankfurt erinnern die Steine an alle Opfer des Nationalsozialismus: an Juden, Sinti und Roma, politisch Verfolgte, Zeugen Jehovas, Homosexuelle und Zwangsarbeiter, an als „asozial“ gebrandmarkte Menschen und an die Opfer der sogenannten „Euthanasie“-Morde an Kranken und Behinderten.
Im Oktober 2018 verlegte Gunter Demnig in Frankfurt den europaweit siebzigtausendsten Stein.
Die Stadtteile sind nach der Liste der Stadtteile von Frankfurt am Main angelegt. In den nicht gelisteten Stadtteilen liegen bislang keine Stolpersteine.
Über die hinter den Namen der Opfer liegenden Links lässt sich die zugehörige Biographie auf der Homepage der Stadt Frankfurt aufrufen.

## Liste
| Adresse                 | Name                  | Verfolgungsschicksal | Verlegedatum     | Bild                                               | Anmerkung |
| ----------------------- | --------------------- | --- | ---------------- | -------------------------------------------------- | --------- |
| Hattsteiner Straße 6 ·  | Karl Brandenstein     | Karl Brandenstein geb. 27.05.1907 Haft 16.3.1939, Verurteilt § 175, Frankfurt-Preungesheim 23.8.1939 Eichberg 19.2.1941 Hadamar tod 19.2.1941 | 24. Juni 2019    | Stolperst hattsteinerstr 6 brandenstein karl       |           |
| Kalkentalstraße 7 ·     | Elisabeth Hofmann     | Elisabeth Hofmann geb. 22.7.1900 23.2.1933 Nervenheilanstalt Köppern Mai 1934 psychiatrische Krankenanstalt der Westfälischen Diakonissenanstalt „Sarepta“ 27.9.1934 Zwangssterilisation Krankenhaus Gilead in Bethel April 1935 Landesheilanstalt Hadamar 1939 Heilanstalt Herborn 13. Februar 1941 Hadamar tod 13.2.1941 | 24. Juni 2019    | Stolperst kalkentalstr 7 hofmann elisabeth         |           |
| Flußgasse 4 ·           | Anna Müller           | Anna Müller geb. 18.11.1895 1940 Anstalt Merxhausen 12.6.1941 Eichberg, 03.07.1941 Hadamar tod 03.07.1941 | 23. Juni 2019    | Stolperst flussgasse 4 mueller anna                |           |
| Radilostraße 29 ·       | Albert Dreyfuß        | Abert Dreyfuß geb. 3.10.1873 deportiert 19.10.1941 Łódź ermordet | 5. März 2007     | Stolperstein Radilostraße 29 Albert Dreifuss       |           |
| Radilostraße 29 ·       | Amalie Dreyfuß        | Amalie Dreyfuß geb. Salomon geb. 20.10.1890 deportiert 19.10.1941 Łódź ermordet | 5. März 2007     | Stolperstein Radilostraße 29 Amalie Dreifuss       |           |
| Radilostraße 29 ·       | Siegbert Dreyfuß      | Siegbert Dreyfuß geb. 15.1.1926 deportiert 19.10.1941 Łódź ermordet | 5. März 2007     | Stolperstein Radilostraße 29 Siegbert Dreifuss     |           |
| Reichsburgstraße 2 ·    | Sally Fleisch         | Sally Fleisch geb. Sternfels geb. 8.10.1878 deportiert 19.10.1941 Łódź ermordet | 5. März 2007     |                                                    |           |
| Reichsburgstraße 2 ·    | Selma Fleisch         | Selma Fleisch geb. 6.9.1892 deportiert 19.10.1941 Łódź ermordet | 5. März 2007     |                                                    |           |
| Alt-Rödelheim 30 ·      | Johanette Eisemann    | Johanette Eisemann geb. Hermann geb. 15.10.1867 deportiert 15.9.1942 Theresienstadt ermordet 1.4.1944 | 24. April 2008   | Stolperstein Alt-Rödelheim 30 Johannette Eisenmann |           |
| Alt-Rödelheim 38 ·      | Kurt Grünebaum        | Kurt Grünebaum geb. 28.3.1927 deportiert Maidanek ermordet 29.8.1942 | 5. März 2007     | Stolperstein Alt-Rödelheim 38 Kurt Grünebaum       |           |
| Alt-Rödelheim 38 ·      | Martha Grünebaum      | Martha Grünebaum geb. Günther geb. 1.1.1897 unbekannt ermordet | 5. März 2007     | Stolperstein Alt-Rödelheim 38 Martha Grünebaum     |           |
| Alt-Rödelheim 38 ·      | Max Grünebaum         | Max Grünebaum geb. 14.7.1895 deportiert Maidanek ermordet 29.8.1942 | 5. März 2007     | Stolperstein Alt-Rödelheim 38 Max Grünebaum        |           |
| Wehrhofstraße 10 ·      | Karl Knauf            | Karl Knauf geb. 22.3.1899 deportiert Dachau ermordet 31.10.1943 | 5. März 2007     | Stolperstein Wehrhofstraße 10 Karl Knauf           |           |
| Am Rödelheimer Wehr 4 · | Hermann Meier         | Hermann Meier geb. 16.3.1905 verhaftet 1941 verurteilt $175 1942 Buchenwald ermordet 15.9.1943 | 24. April 2008   | Stolperstein Am Rödelheimer Wehr 4 Hermann Meier   |           |
| Flussgasse 5–7 ·        | Ferdinand Markus      | Ferdinand Markus geb. 9.1.1901 deportiert 31.8.1942 Auschwitz ermordet 31.8.1942 | 23. Februar 2006 | Stolperstein Flußgasse 5–7 Ferdinand Markus        |           |
| Flussgasse 5–7 ·        | Flora Markus          | Flora Markus geb. Reiss geb. 28.3.1908 deportiert 11.11.1941 Minsk ermordet | 19. Oktober 2009 | Stolperstein Flußgasse 5–7 Flora Markus            |           |
| Flussgasse 5–7 ·        | Inge Ursula Markus    | Inge Ursula Markus geb. 4.2.1930 deportiert 11.11.1941 Minsk ermordet | 19. Oktober 2009 | Stolperstein Flußgasse 5–7 Inge Ursula Markus      |           |
| Alt-Rödelheim 40 ·      | Rosalie Markus        | Rosalie Markus geb. Gruen geb. 1.1.1870 deportiert 15.9.1942 Theresienstadt ermordet 4.1.1943 | 23. Februar 2006 | Stolperstein Alt-Rödelheim 40 Rosalie Markus       |           |
| Alt-Rödelheim 20 ·      | Rebekka Marx          | Rebekka Marx geb. 29.5.1875 deportiert 1942 Theresienstadt 26.9.1942 Treblinka ermordet | 05. März 2007    | Stolperstein Alt-Rödelheim 20 Rebekka Marx         |           |
| Niddagaustraße 21 ·     | Hermine May           | Hermine May geb. Drucker geb. 17.4.1880 deportiert 22.11.1941 Kaunas ermordet 25.11.1941 | 24. April 2008   | Stolperstein Niddagaustr 21 Hermine May            |           |
| Niddagaustraße 21 ·     | Julius May            | Julius May geb. 1.4.1876 deportiert 22.11.1941 Kaunas ermordet 25.11.1941 | 24. April 2008   | Stolperstein Niddagaustr 21 Julius May             |           |
| Burgfriedenstraße 5 ·   | Alice Stein           | Alice Stein geb. Hammel geb. 21.6.1901 deportiert 22.11.1941 Kaunas ermordet 25.11.1941 | 24. April 2008   | Stolperstein Burgfriedenstraße 5 Alice Stein       |           |
| Assenheimer Straße 1 ·  | Isidor Strauß         | Isidor Strauß geb. 21.5.1894 deportiert Gurs und nach Polen ermordet | 23. Februar 2006 | Stolperstein Alt-Rödelheim 12 Isidor Strauss       |           |
| Assenheimer Straße 1 ·  | Renate Strauß         | Renate Strauß geb. 6.4.1926 deportiert 23.5.1942 Izbica ermordet | 23. Februar 2006 | Stolperstein Alt-Rödelheim 12 Renate Strauss       |           |
| Assenheimer Straße 1 ·  | Selma Strauß          | Selma Strauß geb. Capell geb. 28.2.1900 deportiert 23.5.1942 Izbica ermordet | 23. Februar 2006 | Stolperstein Alt-Rödelheim 12 Selma Strauss        |           |
| Radilostraße 8 ·        | Emma Wallerstein      | Emma Wallerstein geb. Rosenthal geb. 23.11.1871 deportiert 15.9.1942 Theresienstadt ermordet 30.10.1942 | 23. Februar 2006 | Stolperstein Radilostraße 8 Emma Wallerstein       |           |
| Radilostraße 8 ·        | Henriette Wallerstein | Henriette Wallerstein geb. 3.4.1891 deportiert 1942 Theresienstadt ermordet Nov. 1942 | 23. Februar 2006 | Stolperstein Radilostraße 8 Henriette Wallerstein  |           |
| Auf der Insel 10 ·      | Fanny Zinkes          | Fanny Zinkes geb. Stern geb. 10.4.1868 deportiert 1938 Bentschen ermordet | 24. April 2008   | Stolperstein Inselgässchen 10 Fanny Zinkes         |           |
| Auf der Insel 10 ·      | Julius Joel Zinkes    | Julius Joel Zinkes geb. 2.8.1870 deportiert 1938 Bentschen ermordet 14.2.1942 | 24. April 2008   | Stolperstein Inselgässchen 10 Julius Joel Zinkes   |           |